# 阴茎击剑

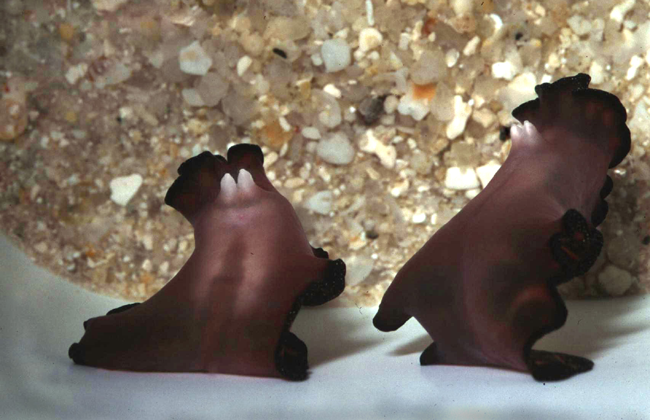
兩隻貝氏偽角扁蟲準備進行陰莖擊劍，其獨特之處在於它將精子塗抹在伴侶的皮膚上，而不是注射進去

阴茎击剑（英語：Penis fencing）是某些种类的扁虫的交配方式。

## 描述
一些雌雄同体的扁虫（例如Pseudobiceros属的扁虫）采取这种交配方式。这些扁虫同时拥有精巢和卵巢，并长有两只白色，短剑状的阴茎。在交配中，两虫相对而斗。每只扁虫都试图首先将自己的阴茎刺入对方皮下并释放精子。 这一过程通常持续一个小时。战斗结束后，败者将接受胜者的精子，成为“母亲”。
就生物学角度而言，培育后代是一项费时费力的工作。所以依据Bateman原理，做“父亲”比做“母亲”更为有利。因而一些雌雄同体的生物采取这样一种方式交配。